# Christian Müller (calciatore 1938)
Christian Müller (Bergheim, 29 agosto 1938) è un ex calciatore tedesco, di ruolo attaccante.

## Palmarès

### Club

#### Competizioni nazionali
- Campionato tedesco: 2

Colonia: 1961-1962, 1963-1964
- Fußball-Regionalliga: 1

Karlsruhe: 1968-1969 (Regionalliga Sud)